# Liste des joueurs du Mouloudia Club d'Alger

Cet article regroupe les joueurs du MC Alger ayant au moins fait une apparition en match officiel avec l'équipe première. Pour une liste plus exhaustive, voir la catégorie 
.
- Haut – A
- B
- C
- D
- E
- F
- G
- H
- I
- J
- K
- L
- M
- N
- O
- P
- Q
- R
- S
- T
- U
- V
- W
- X
- Y
- Z

## A
- Mokhtar Arribi
- Mansour Abtouche
- Hamid Akliouat
- Fayçal Allouche
- Roberto Aballay
- Mohamed Ait Mouhoub
- Merouane Abdouni
- Ait Mouhoub Nacer
- Azzouz Mohamed
- Aizel Mehdi
- Abdi Lyès
- Ait Hamouda Abdelkader
- Bellemou Abdenour
- Amine Aksas
- Ayoub Azzi
- Sid Ahmed Aouedj
- Billel Attafen
- Mohamed Amroune
- Amar Ammour
- Azizène
- Sofiane Azzedine
- Messaoud Aït Abderrahmane
- Mounir Amrane

,

## B
- Koceila Berchiche
- Sofiane Benbraham
- Mustapha Berzig
- Mohamed Bouras
- Bachi Zoubir
- Omar Betrouni
- Nasser Bouiche
- Abdesslem Bousri
- Ali Bencheikh
- Lakhdar Belloumi
- Bachta Anouar
- Ameur Benali
- Kamel Bouacida
- Réda Babouche
- Fayçal Badji
- Hadj Bouguèche
- Ismaël Bouzid
- Farouk Belkaïd
- Nassim Bouchema
- Abdelkader Besseghir
- Brahim Boudebouda
- Habib Bellaid
- Antar Boucherit
- Zinedine Bensalem
- Issaad Bourahli
- Bly Fabricio
- Karim Braham Chaouch
- Mohamed Benhamou
- Mohamed Badache
- Harouna Bamogo
- Lounès Bendehmane
- Abderrahmane Boubekeur
- Brahim Bourras
- Sofiane Bencharif
- Ali Benfadah
- Mohamed Belkheïr
- Safi Belghomari
- Tayeb Berramla
- Abdenour Belkheir
- Salim Baroudi
- Hamid Benchikhoune
- Hamouda Bendoukha
- Lazrag Benfissa
- Madjid Bouabdellah
- Mâamar Bentoucha
- Rafik Boudiaf
- Mohamed Boudjenah
- Seddik Bouhadda
- Tahar Bouraba
- Salim Boumechra
- Ali Boukaroum
- Nacer Boulekbache
- Toufik Bouhafer
- Seddik Berradja

## C
- Faouzi Chaouchi
- Moussa Coulibaly
- Smaïl Chaoui
- Abdelmalek Cherrad
- Farid Chaâl
- Oussama Chita
- Walid Cherfa
- Abdelmalek Cherrad

## D
- Drissa Diakité
- Mohamed Derrag
- Noureddine Daham
- Aissa Draoui
- Farid Daoud
- Abdelmalek Djeghbala
- El Almi Daoudi
- Moustapha Djallit
- Houari Djemili
- Fodil Dob
- Mounir Dob
- Dibi Paul Leguen Stephane
- Azzedine Doukha
- Fares Djabelkhir
- Deghiche
- Ramdane Dellalou
- Abderrezak Dahmani
- Djidar Abdelkader

## F
- Kader Firoud
- Faisca Julio Da Silva
- Mourad Fodili
- Farès Fellahi
- Michaël Fabre[5]

## G
- Karim Ghazi
- Gasmi Hocine
- Abdelkader Ghalem
- Khaled Gourmi
- Sabri Gharbi
- Samir Galloul
- Sliman Guitoun

## H
- Omar Hahad
- Karim Hendou
- Abderahmane Hachoud
- Larbi Hosni
- Hacène Hamoutène
- Yacine Hamadou
- Fodil Hadjadj
- Hadj Aissa
- Sofiane Harkat
- Hadad Saïd

## I
- Slimane Illoul

## J
- Albor Jordan

## K
- Sid Ahmed Khedis
- Kamel Khatir
- Amir Karaoui
- Mehdi Kacem
- Abdennour Kaoua
- Hamza Koudri
- Kamel Kaci-Saïd
- Yahia Khiter
- Farès Khenniche

## L
- Lavatsa Jumba Edwin
- Khaled Lounici
- Tarek Lazizi
- Ammar Largot
- Blaise Lelo Mbele
- Chakib Lachkham

## M
- Bouzid Mahiouz
- Maouche Kamel
- Claude Mobitang
- M'Hamed Missoum
- Mouaouia Meklouche
- Billel Moumen
- Hocine Metref
- Christopher Mendouga
- Chaabane Merzekane
- Samson Mbingui
- Hamid Merakchi
- Kamel Maouche
- Meflah Aoued

## N
- Patrick Ngoula

## O
- Billal Ouali
- Mohamed Reda Ouamane

## R
- Abdelhamid Rahmouni

## S
- Sayah Réda
- Yacine Slatni
- Rafik Saïfi
- / Youssef Sofiane
- Eric Sackey
- Ibrahim Khalil Sylla
- Redouane Skender
- Karim Saoula
- Selmi
- Rafan Sidibé
- Si Keddour Yacine

## T
- Hassen Tahir
- Mamam Cherif Touré
- Abdelmadjid Tahraoui
- Farid Touil

## Y
- Sid Ali Yahia Cherif
- Nabil Yalaoui
- Ali Sami Yachir
- Sofiane Younes
- Hamza Yacef

## Z
- Tofik Zeghdane
- Zenir Abdelwahab
- Abdenour Zemmour
- Mohamed Lamine Zemmamouche
- Zoubir Zemit